# Діллон Брукс
Діллон Брукс (англ. Dillon Brooks; нар. 22 січня 1996) — канадський професійний баскетболіст команди «Мемфіс Ґріззліс» Національної баскетбольної асоціації (НБА). Грав у студентській баскетбольній команді за «Орегон Дакс», у 2017 році його визнали найкращим гравцем конференції.

## Студентська кар'єра

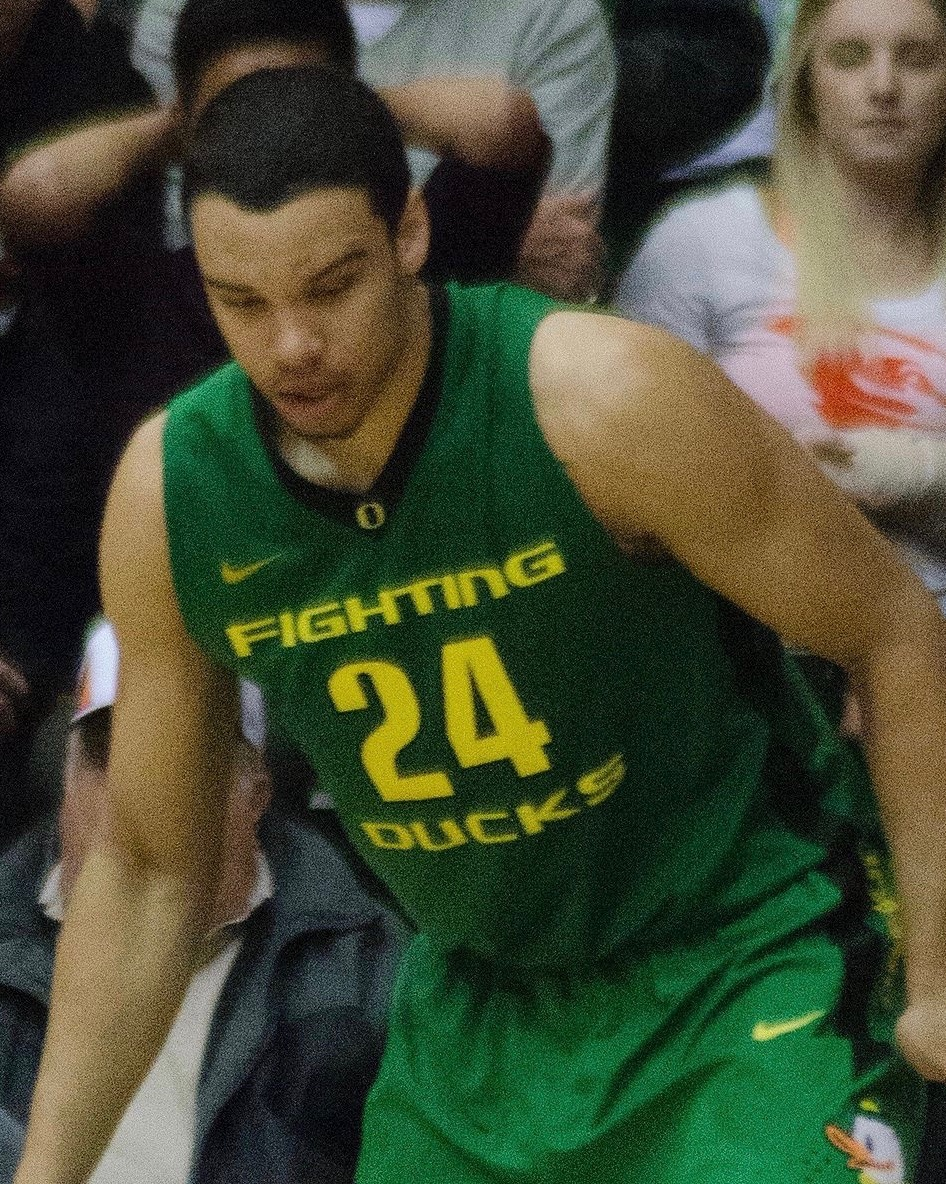
Брукс в «Орегоні» у 2015 році

Брукс, легкий форвард із Місісаги, Онтаріо, у старшій школі грав за «Фіндлей Преп» у Гендерсоні, Невада, потім вступив до Університету Орегону. На першому курсі він набирав у середньому 11,5 очок за гру і був включений до команди першокурсників конференції Pac-12. На другому курсі Брукс привів «Дакс» до титулу регулярного сезону Pac-12 і потрапив до десятки найкращих національних рейтингів. Його називали одним з найкращих гравців. Брукс набирав у середньому 16,7 очка, 5,4 підбирання та 3,1 передачі за гру.
Після завершення сезону 2015–16 Брукс сказав, що залишиться в «Орегоні» на третій сезон. Він отримав травму стопи влітку 2016 року і не зіграв у міжсезонній поїздці команди до Іспанії. 7 листопада 2016 року Брукс був включений до передсезонної загальноамериканської команди Ассошіейтед Прес. За три сезони студентської кар'єри Брукс набирав у середньому 14,8 очка, робив 4,5 підбирання та 2,6 передачі за 28,9 хвилини за гру.
Невдовзі після сезону 2016—2017 він оголосив, що має право брати участь у драфті НБА 2017, і найняв агента, завершивши студентську кар'єру.

## Професійна кар'єра

### «Мемфіс Ґріззліс» (2017–)
Брукс був обраний «Х'юстон Рокетс» 45-м на драфті НБА 2017 року, а потім був одразу обміняний у «Мемфіс Гріззліс». 21 липня 2017 року «Ґріззліс» підписали з Бруксом контракт з новачком. 18 жовтня 2017 року, під час відкриття сезону «Ґріззліс», Брукс набрав 19 очок, це найбільша кількість очок, яку набрав гравець канадського походження у дебюті НБА.
11 квітня 2018 року Брукс поставив особистий рекорд — 36 очок, здійснив сім підбирань, одну передачу та два перехоплення у програному матчі проти «Оклахома-Сіті Тандер» з рахунком 137:123. У грудні 2018 року зірвався тристоронній обмін між «Мемфісом», «Вашингтон Візардс» і «Фенікс Санз», оскільки останні очікували саме Діллона Брукса, а не його однофамільця Маршона.
5 січня 2019 року Брукс отримав розрив зв'язок на великому пальці правої ноги, і 11 січня 2019 року його успішно прооперували. Брукс пропустив решту сезону 2018—2019.
Брукс розпочав сезон 2019—2020 як стартовий атакувальний захисник «Ґріззліс». Набираючи у середньому 16,1 очка за гру протягом першої половини сезону, 5 лютого 2020 року він підписав трирічний контракт з командою на 35 мільйонів доларів.
28 лютого 2020 року Брукс зробив рекорд сезону — 32 очки, а також — два підбирання, одну передачу й один блок у програному матчі проти «Сакраменто Кінгз» рахунком 104:101.
23 травня 2021 року Брукс дебютував у плей-офф НБА, забивши 31 рекордне очко та зробив сім підбирань, що допомогло «Ґріззліс» здобути перемогу над «Ютою Джаз» у першій грі з рахунком 112:109. «Ґріззліс» вилетіли й програли серію у п'яти матчах.
12 жовтня 2021 року було оголошено, що Брукс пропустить два-три тижні через перелом лівої руки. 19 грудня він поставив власний рекорд 37 очок у програному матчі з рахунком 105:100 проти «Портленд Трейл Блейзерс». 8 січня 2022 року під час перемоги над «Лос-Анджелес Кліпперс» з рахунком 123:108 Брукс отримав травму лівого гомілковостопного суглоба. 16 квітня під час гри 1 першого раунду плей-офф Брукс набрав 24 очки, але команда зазнала поразки проти «Міннесоти Тімбервулвз» з рахунком 117:130.
У другій грі півфіналу Західної конференції 2022 року проти «Голден Стейт Ворріорз» Брукс отримав неспортивний фол за переслідування Гері Пейтона II із «Ворріорз» і вдарив його в голову. Пейтон сильно впав і зламав лівий лікоть. Брукс отримав дискваліфікацію на 3 гру серії. «Ґріззліс» програли серію у шести іграх.
17 грудня 2022 року Брукс набрав найбільшу кількість очок у команді, 32, під час матчу з «Оклахома-Сіті Тандер» (115:109). 2 лютого 2023 року Брукс отримав грубий фол і його вигнали з гри за те, що вдарив гравця «Клівленд Кавальєрс» Донована Мітчелла у пах. Наступного дня за це НБА дискваліфікувала Брукса на одну гру. 4 березня його дискваліфікували на одну гру за 16-й технічний фол у сезоні. 17 березня НБА оштрафувала Брукса на 35 000 доларів за те, що він штовхнув оператора на підлогу під час матчу проти «Маямі Гіт». 21 березня він був дискваліфікований на одну гру за два технічні фоли. Наприкінці сезону Брукса вперше включили до другої команди збірної всіх зірок захисту НБА.
Під час серії плей-офф НБА 2023 року «Мемфіса» проти «Лос-Анджелес Лейкерс» Брукс відкрито критикував свого суперника Леброна Джеймса за те, що він «старий», що викликало пильну увагу. Брукса видалили з гри після неспортивного фолу, який він отримав лише після перших 17 секунд початку другого тайму третього матчу «Ґріззліс» — «Лейкерс» за удар Джеймса нижче пояса. «Мемфіс» програв серію у шести іграх.

## Кар'єра у збірній
24 травня 2022 року Брукс підписав трирічний контракт гравця чоловічої збірної Канади.
Брукс грав за збірну Канади на Панамериканських іграх 2015 року, де команда виборола срібну медаль.

## Кар'єрна статистика

### НБА

#### Регулярний сезон
| Сезон     | Команда | GP  | GS  | MPG  | FG%  | 3P%  | FT%  | RPG | APG | SPG | BPG | PPG  |
| --------- | ------- | --- | --- | ---- | ---- | ---- | ---- | --- | --- | --- | --- | ---- |
| 2017–2018 | Мемфіс  | 82* | 74  | 28.7 | .440 | .356 | .747 | 3.1 | 1.6 | .9  | .2  | 11.0 |
| 2018–2019 | Мемфіс  | 18  | 0   | 18.3 | .402 | .375 | .733 | 1.7 | .9  | .6  | .2  | 7.5  |
| 2019–2020 | Мемфіс  | 73  | 73* | 28.9 | .407 | .358 | .808 | 3.3 | 2.1 | .9  | .4  | 16.2 |
| 2020–2021 | Мемфіс  | 67  | 67  | 29.8 | .419 | .344 | .815 | 2.9 | 2.3 | 1.2 | .4  | 17.2 |
| 2021–2022 | Мемфіс  | 32  | 31  | 27.7 | .432 | .309 | .849 | 3.2 | 2.8 | 1.1 | .3  | 18.4 |
| 2022–2023 | Мемфіс  | 73  | 73  | 30.3 | .396 | .326 | .779 | 3.3 | 2.6 | .9  | .2  | 14.3 |
| Кар'єра   | Кар'єра | 345 | 318 | 28.7 | .416 | .342 | .795 | 3.1 | 2.1 | .9  | .3  | 14.5 |

#### Плей-ін
| Сезон   | Команда | GP | GS | MPG  | FG%  | 3P%  | FT%   | RPG | APG | SPG | BPG | PPG  |
| ------- | ------- | -- | -- | ---- | ---- | ---- | ----- | --- | --- | --- | --- | ---- |
| 2020    | Мемфіс  | 1  | 1  | 37.7 | .389 | .800 | .667  | 2.0 | 2.0 | 1.0 | .0  | 20.0 |
| 2021    | Мемфіс  | 2  | 2  | 42.4 | .395 | .000 | 1.000 | 4.5 | 3.0 | 2.0 | .5  | 19.0 |
| Кар'єра | Кар'єра | 3  | 3  | 40.8 | .393 | .333 | .857  | 3.7 | 2.7 | 1.7 | .3  | 19.3 |

#### Плей-офф
| Сезон   | Команда | GP | GS | MPG  | FG%  | 3P%  | FT%  | RPG | APG | SPG | BPG | PPG  |
| ------- | ------- | -- | -- | ---- | ---- | ---- | ---- | --- | --- | --- | --- | ---- |
| 2021    | Мемфіс  | 5  | 5  | 35.0 | .515 | .400 | .808 | 4.2 | 2.2 | 1.4 | .4  | 25.8 |
| 2022    | Мемфіс  | 11 | 11 | 30.5 | .349 | .347 | .640 | 2.7 | 2.7 | 1.0 | .3  | 14.6 |
| 2023    | Мемфіс  | 6  | 6  | 27.9 | .312 | .238 | .714 | 3.0 | 1.8 | .2  | .0  | 10.5 |
| Кар'єра | Кар'єра | 22 | 22 | 30.8 | .387 | .321 | .724 | 3.1 | 2.4 | .9  | .2  | 16.0 |

### Коледж
| Сезон     | Команда     | GP  | GS | MPG  | FG%  | 3P%  | FT%  | RPG | APG | SPG | BPG | PPG  |
| --------- | ----------- | --- | -- | ---- | ---- | ---- | ---- | --- | --- | --- | --- | ---- |
| 2014–2015 | Орегон Дакс | 36  | 33 | 28.3 | .456 | .337 | .825 | 4.9 | 1.8 | .5  | .6  | 11.5 |
| 2015–2016 | Орегон      | 38  | 38 | 32.8 | .470 | .338 | .806 | 5.4 | 3.1 | 1.1 | .4  | 16.7 |
| 2016–2017 | Орегон      | 35  | 27 | 25.3 | .488 | .401 | .754 | 3.2 | 2.7 | 1.1 | .5  | 16.1 |
| Кар'єра   | Кар'єра     | 109 | 98 | 28.9 | .472 | .362 | .794 | 4.6 | 2.6 | .9  | .5  | 14.8 |